# Los Intocables (serie de televisión)
Los Intocables (The Untouchables en inglés) fue una serie de televisión estadounidense, transmitida entre 1959 y 1963 por la cadena American Broadcasting Company.
Basada en el libro escrito por Eliot Ness y Oscar Fraley, recopila las memorias del primero, quien fue agente federal durante la Prohibición o ley Seca en Estados Unidos y de cómo luchó contra el crimen en Chicago en la década de 1930, con la ayuda de un equipo especial de agentes escogidos por su valor e incorruptibilidad, quienes fueron apodados "Los Intocables". Posteriormente, se realizó una película en 1987 dirigida por Brian De Palma también llamada Los Intocables (The Untouchables), con libreto de David Mamet.

## Descripción de la serie
Las historias giraron alrededor de la lucha de Ness contra el imperio criminal de la mafia de Chicago dirigida por Al Capone. La serie fue protagonizada por Robert Stack como Eliot Ness y Neville Brand como Al Capone y narrada por Walter Winchell. La serie generó una crítica áspera por parte de los Italo-Americanos –incluyendo a Frank Sinatra, quienes alegaron que con esa obra se promovían estereotipos negativos de ellos como gángsters, pandilleros y mafiosos. Inclusive la familia de Capone demandó (sin éxito) la serie por $1.000.000 por el uso sin autorización del personaje de Al Capone para beneficio económico.
La serie tuvo 118 episodios con una duración de 50 minutos aproximadamente cada uno, basado en las crónicas de las experiencias de Ness y de sus colaboradores, temporalmente se ubicó entre 1929 y 1935. El tema musical de la serie fue escrito por  Nelson Riddle.
Los otros intocables fueron interpretados por: París Jerry (Martín Flaherty), (1.ª temporada solamente) Abel Fernández como el agente Guillermo Youngfellow, Nicholas Georgiade como el agente Enrique “Rico” Rossi, Anthony George como el agente Cam Allison, (1.ª temporada solamente) Paul Picerni (Lee Hobson), (2.ª temporada) Steve London como El agente Jack Rossman, Tirada Hicks como El agente LaMarr Kane (1.ª temporada solamente). Otros actores recurrentes fueron: Bruce Gordon como Frank Nitti y Frank Dekova como Jimmy Napoli. El narrador fue (en inglés) Walter Winchell, cuya voz de tonalidad dramática, fue muy distintiva. Mientras que en la serie doblada al español, el narrador fue el escritor colombiano Álvaro Mutis.

## Episodios

### 1ª Temporada
- 0 - Cara cortada
- 1 - El Trono Vacío
- 2 - Ma Barker y sus Hijos
- 3 - La Historia de George “Bugs” Moran
- 4 - El Asesinato de Jake Lingle
- 5 - Cómo nos Divertimos
- 6 - La Historia de Vincent “Mad Dog” Coll
- 7 - Operación México
- 8 - El Rey de la Alcachofa
- 9 - La Banda de los Tres Estados
- 10 - La Historia de Dutch Schultz
- 11 - Cuestión de Suerte
- 12 - El Tren Subterráneo
- 13 - El Refugio del Sindicato
- 14 - El Ruido de la Muerte
- 15 - Testigo de Excepción
- 16 - La Historia de Saint Louis
- 17 - Tragaperras
- 18 - El Pequeño Egipto
- 19 - Un Caso Apretado
- 20 - Una Bala Inesperada (parte 1)
- 21 - Una Bala Inesperada (parte 2)
- 22 - Trata de Blancas
- 23 - Tres Mil Sospechosos
- 24 - La Historia de Doreen Maney
- 25 - Retrato de un Estafador
- 26 - Los Financieros del Hampa
- 27 - Cabeza de Fuego y Pies de Barro
- 28 - La Historia de Frank Nitti